# Partito Comunista dell'Argentina
Il Partito Comunista dell'Argentina (in spagnolo Partido Comunista de la Argentina, PCA) è un partito comunista fondato in Argentina il 6 gennaio 1918 da una scissione del Partito Socialista voluta per aderire alla Terza Internazionale.

## Storia

### Dalla fondazione alla seconda guerra mondiale

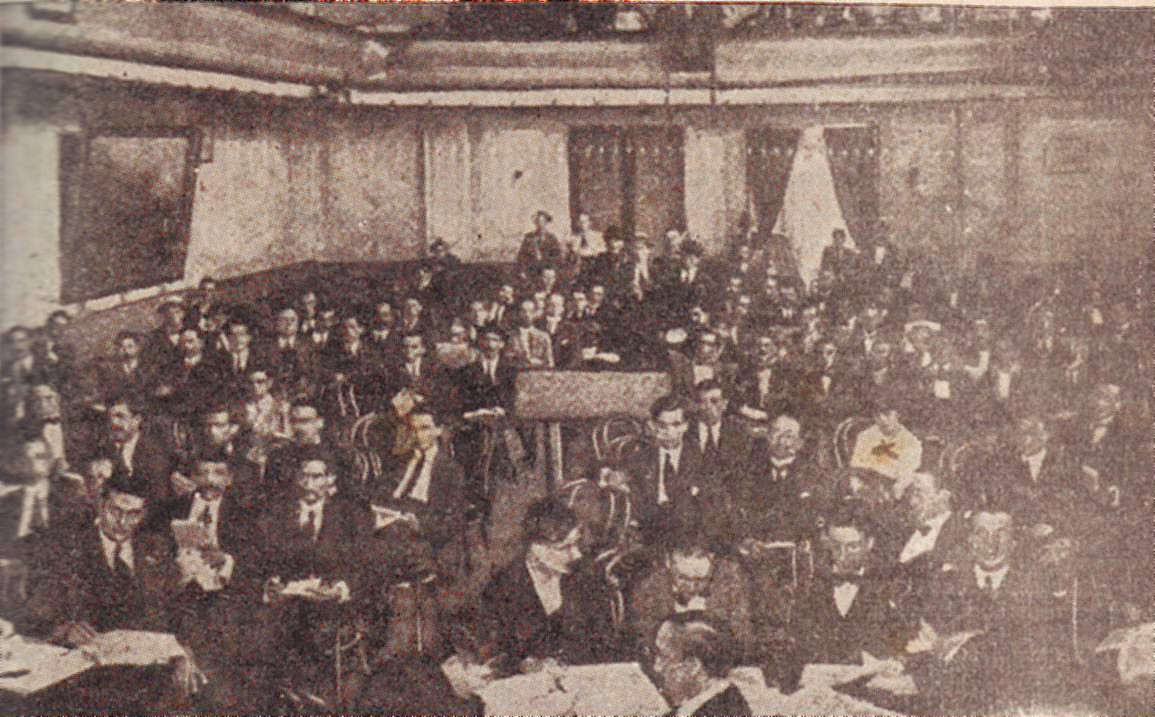
Congresso di fondazione del PCA

Fin dalla creazione il partito seguì la linea politica del Partito Comunista dell'Unione Sovietica, un allineamento che, soprattutto nel periodo stalinista, gli valse diverse critiche da parte degli altri partiti di sinistra e lo portò ad alcune scissioni (in particolare ad opera dei sostenitori delle tesi di Bucharin e di Trotsky).
Durante la guerra civile spagnola inviò combattenti nelle Brigate internazionali e il suo dirigente Victorio Codovilla ebbe un ruolo di primo piano nell'organizzare il locale Commissariato del popolo.

### Gli anni del peronismo
Dopo la manifestazione operaia del 17 ottobre 1945 contro la destituzione e l'arresto di Juan Domingo Perón, dentro il partito sorsero contrasti sulla linea politica da adottare. Rodolfo Puiggrós propose di trovare accordi con Perón basati sulla difesa degli interessi dei lavoratori e la lotta contro l'imperialismo ma il Partito diretto da Codovilla si schierò su posizioni opposte e nel 1947 espulse Puiggrós, che fondò il Movimento Operaio Comunista e, insieme ad alcuni sindacalisti di formazione marxista, si alleò con il peronismo.
Alle elezioni del 1946 il PCA entrò nella coalizione antiperonista, l'Unione Democratica, che perse poi le elezioni. La sconfitta fu una vera e propria disfatta per il Partito Comunista e per quello Socialista, che non ottennero alcuna rappresentanza nel Congreso Nacional.
Dopo il Golpe del 1955 il PCA criticò la perdita di libertà democratiche e la proscrizione dei partiti. In quel periodo aderì alle tesi del XX Congresso del PCUS e incominciò a teorizzare la possibilità di un transito pacifico al socialismo. Per questo motivo nel 1967 soffrì la sua maggiore scissione organizzata da parte di quasi 4000 iscritti che in larga parte diedero poi vita al Partito Comunista Rivoluzionario.

### Il golpe del 1976 e la dittatura militare
Nel 1976 il Partito si dichiarò favorevole al golpe che instaurò la dittatura di una giunta militare e, dopo pochi giorni, di Jorge Rafael Videla. In seguito il PCA non venne colpito dalle leggi che dissolsero alcuni partiti e gruppi di sinistra e, sebbene la dittatura sospese l'attività politica dei partiti a livello nazionale, provinciale e municipale il PCA fu una delle dieci forze politiche cui furono concessi ricevimenti in udienza separata dalle autorità governative. Malgrado ciò una gran quantità di militanti del PCA furono perseguiti, torturati, assassinati e fatti sparire.
In seguito il Partito farà autocritica per l'iniziale appoggio ai militari, sostenendo di aver sovrastimato le contraddizioni interne alle forze armate.

### Ilviraje

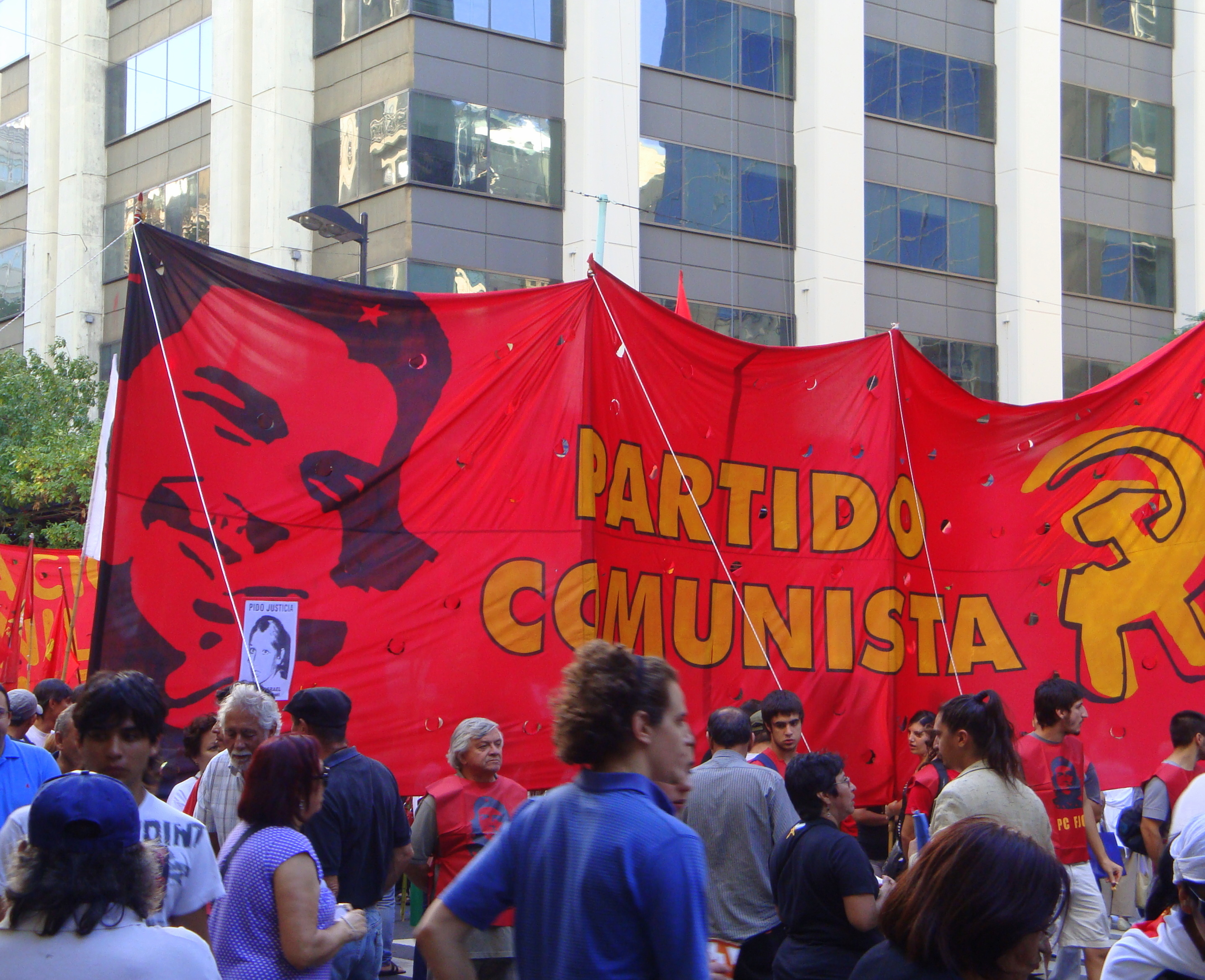
Militanti del PCA

Durante il suo XVI Congresso de 1986, il Partito portò avanti una forte autocritica sulle scelte passate e un rinnovamento dei dirigenti. Il processo, noto come "viraje" ("svolta") determinò un cambio di strategia politica e organizzativa, l'abbandono del "Fronte Democratico Nazionale" e l'inizio del "Fronte di Liberazione Nazionale e Sociale". Si iniziò ad evidenziare la figura del Che e i militanti della Federazione Giovanile Comunista iniziarono a lottare con i movimenti guerriglieri (specialmente in Nicaragua ed El Salvador).

### La dissoluzione sovietica e le nuove alleanze
Nel 1987 fonda, con il Movimiento al Socialismo, la coalizione Izquierda Unida ottenendo un deputato. Come altri partiti della sinistra filosovietica soffrì la dissoluzione dell'URSS nel 1991, e da allora strinse i rapporti con il Partito Comunista di Cuba
Nel 1996 subì una nuova scissione da parte del Partido Comunista Congreso Extraordinario. Nel 2005 si distaccò invece il Partido Comunista de los Trabajadores de Argentina. Il 28 aprile 2009 diede vita alla coalizione Nuevo Encuentro che, guidato da Martín Sabbatella, riuscì a entrare in Parlamento in appoggio ai partiti kirchneristi.